# ウォルター・パトリック・マカナギー

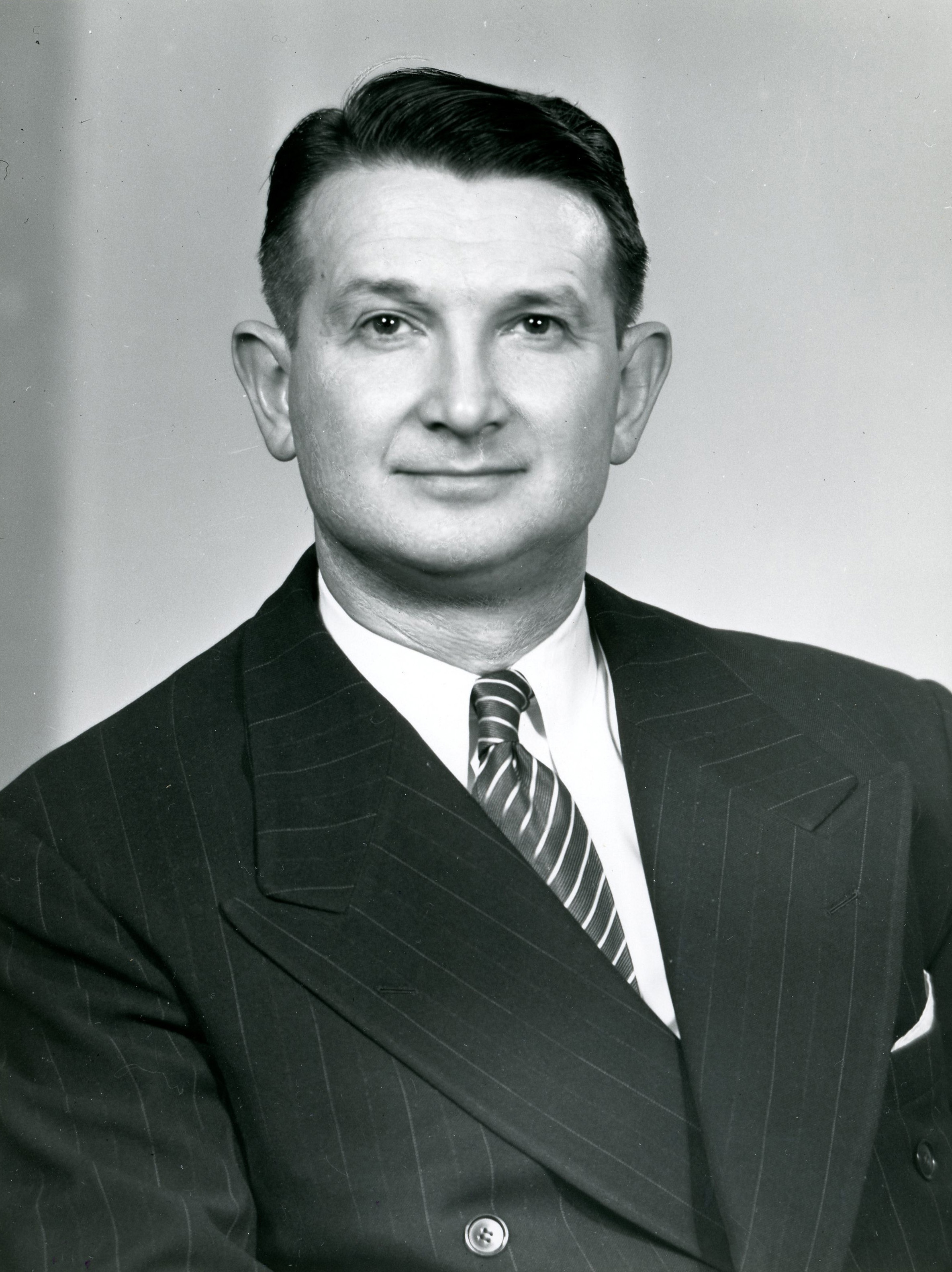
マカナギー（1953年）

ウォルター・パトリック・マカナギー（Walter Patrick McConaughy, Jr., 1908年9月11日 - 2000年11月10日）は、アメリカ合衆国の外交官。

## 生涯
1908年にアラバマ州モンテヴァロで誕生。1928年にバーミングハム・サザン・カレッジを卒業。1928年から1930年までデューク大学に在籍。在学中はアラバマ州ブランディッジで高校教師を務めた。1930年に外交官試験に合格し、国務省に入省。
1931年から1932年までメキシコのタンピコに副領事として駐在。1932年から日本勤務となり、神戸（1932年-1934年）、台北（1934年-1937年）、神戸（1937年-1938年）、大阪（1938年-1939年）、長崎（1939年）にいずれも副領事として駐在。
1941年初頭より、汪兆銘政権下の北京に二等書記官として駐在。真珠湾攻撃およびアメリカの対日宣戦布告後、日本はマカナギーを抑留、身柄は外交官交換により解放された。1942年から1944年までボリビアのラパスに二等書記官兼領事の身分で、商務官として駐在。続いて1944年から1947年までブラジルのリオデジャネイロに一等書記官兼領事として駐在。その後、1947年から国防大学で1年を過ごした。
1948年より、中華民国の上海に領事として駐在、後に総領事に昇任。在任中、中国共産党軍の接近により、領事館は戦闘地域に巻き込まれた。上海は1949年5月に中共の支配となった。マカナギーはその後も中国に留まり、領事館をアメリカ外交官の前哨基地として機能させた。最終的には1950年5月に領事館を閉鎖したが、国務省はマカナギーの行動を評価し、アメリカの国益保護に貢献したとして功労賞を授与した。マカナギーはその後、1950年から1952年6月までイギリス領香港で総領事を務めた。
1952年6月から1957年5月まで国務省極東局で中国部長。1957年8月から1959年11月まで駐ビルマ大使。1959年12月から1961年4月まで駐韓国大使。1961年4月から1961年12月まで国務次官補（極東担当）。1962年3月から1966年5月まで駐パキスタン大使。1966年6月から1974年4月まで駐中華民国大使。